# On and On and On
On and On and On è un singolo della cantante svedese Klara Hammarström, pubblicato il 7 febbraio 2025.

## Promozione

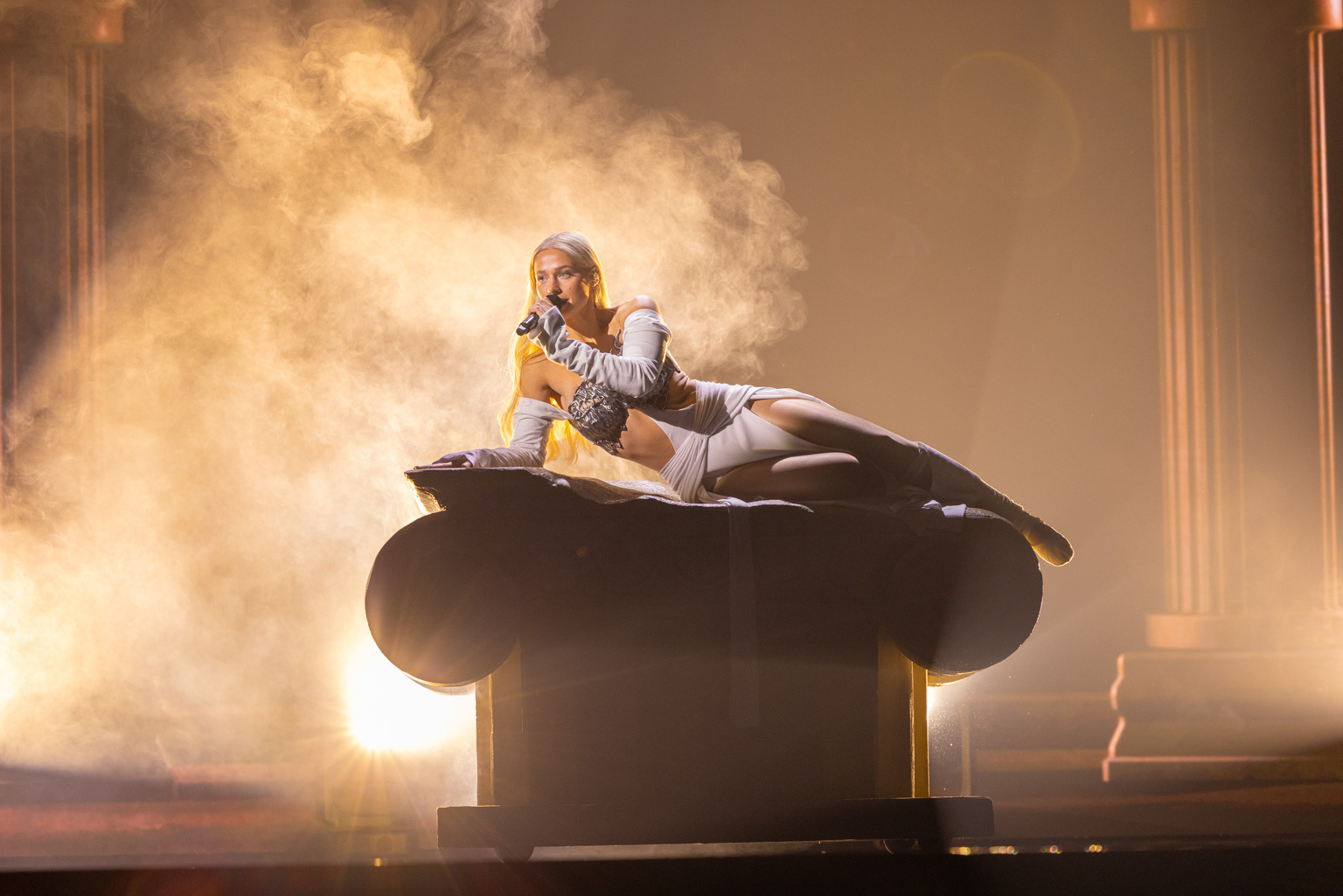
Klara Hammarström mentre si esibisce sulle note di On and On and On alle prove per il Melodifestivalen, 6 febbraio 2025

Il brano pop è stato registrato in inglese ed è stato inviato all'emittente radiotelevisiva svedese SVT come proposta per il Melodifestivalen, l'evento atto a selezionare il partecipante svedese all'Eurovision Song Contest 2025 a Basilea, in Svizzera.
Il 27 novembre 2024 On and On and On è stato annunciato come uno dei trenta concorrenti alla selezione nazionale; segnando la quarta partecipazione della Hammarström al concorso svedese dopo le edizioni 2020, 2021 e 2022. L'8 febbraio 2025, essendo risultata la seconda più votata dal pubblico fra i sette partecipanti alla seconda semifinale del Melodifestivalen dov'era in gara, ha avuto accesso diretto alla finale dell'8 marzo, dove si è piazzata al 4º posto su 12 partecipanti con 77 punti totalizzati.

## Tracce
Testi e musiche di Dino Medanhodzic, Jimmy Jansson, Klara Hammarström, Moa Carlebecker, Peter Boström e Thomas G:son.
1. On and On and On – 2:59

## Classifiche
| Classifica (2025) | Posizione massima |
| ----------------- | ----------------- |
| Svezia            | 1                 |